# Bitva u Latakie
Bitva u Latakie (arabsky: معركة اللاذقية, hebrejsky: קרב לטקיה) byla malá, ale revoluční námořní bitva během jomkipurské války, která se odehrála v noci z 6. na 7. října 1973 mezi Izraelem a Sýrií. Jednalo se o první námořní bitvu v historii, která zahrnovala boj mezi raketovými čluny vybavenými řízenými střelami loď-loď a využití elektronického rušení.

## Popis

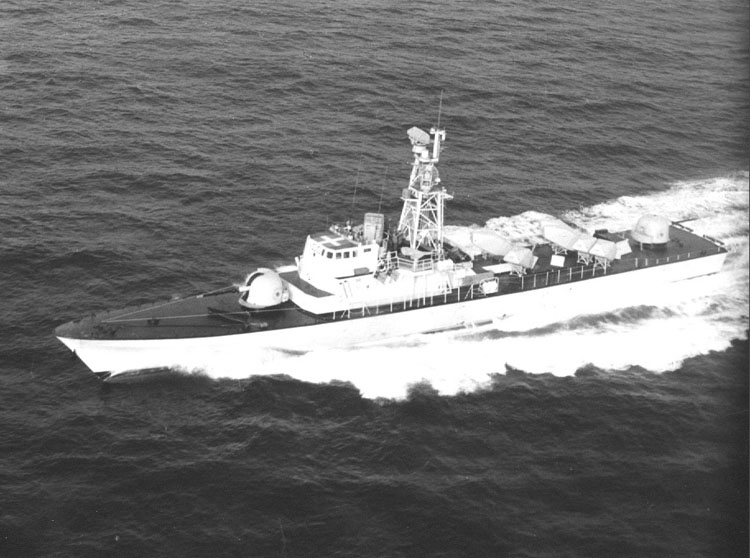
Raketový člun třídy Sa'ar 4

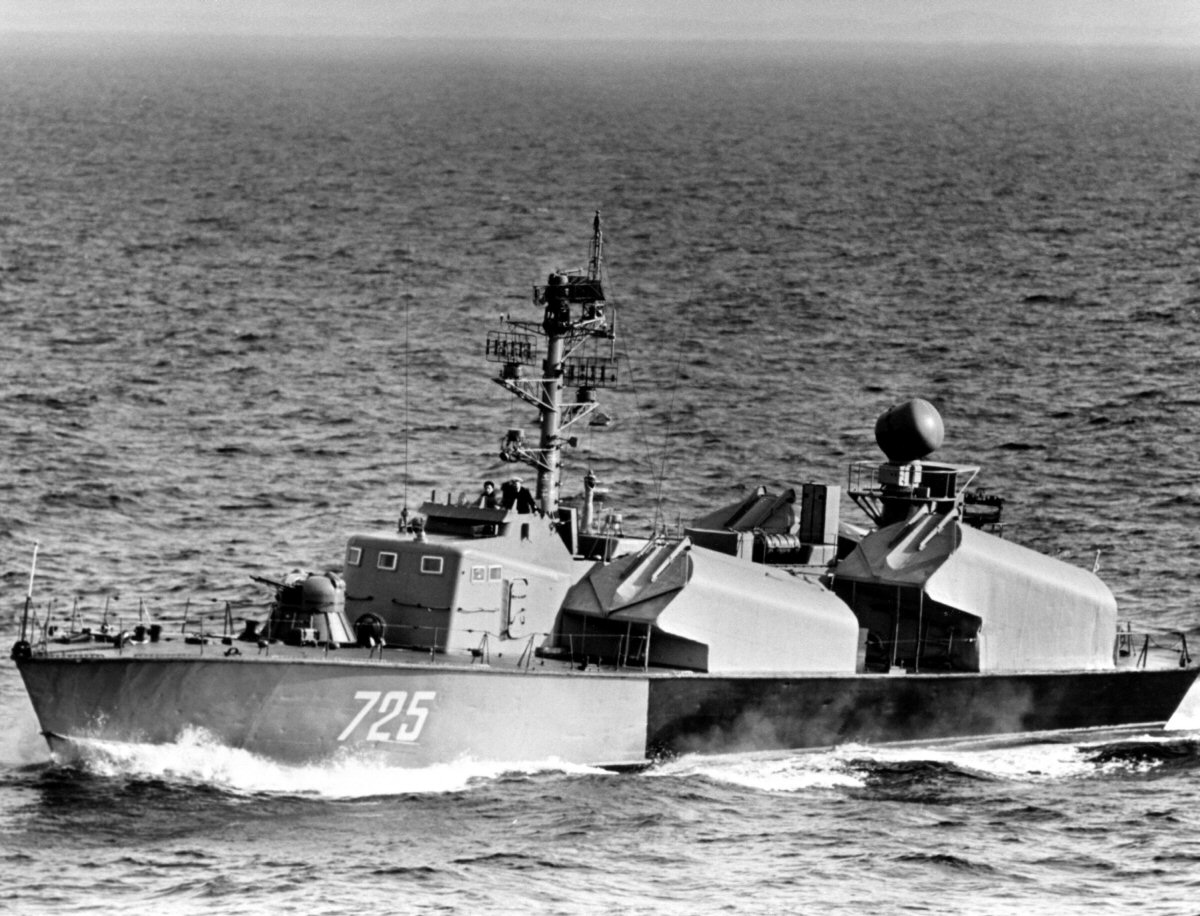
Raketový člun projektu 205 (Osa I)

Na počátku vyrazilo izraelské námořnictvo zničit námořní vojenský potenciál Syřanů, kteří byli vybaveni třemi moderními sovětskými raketovými čluny projektu 183R (kódové označení NATO: Komar) a projektu 205 (kódové označení NATO: Osa I). Syrské raketové čluny byly vybaveny střelami sovětské výroby P-15 Termit (kódové označení NATO: SS-N-2 Styx) s dvakrát větším dostřelem než mají izraelské střely Gabriel. Celkem 5 izraelských raketových člunů tak muselo proti syrským lodím použít elektronická protiopatření, manévrování a klamné cíle, aby se vyhnulo zasažení syrskými střelami do doby, než dosáhlo vzdálenosti, kdy mohly použít vlastní střely a převahu v hlavňové výzbroji. Poté Izraelci vypálili střely Gabriel a potopili syrská plavidla.
Během následujících dvou dnů (8. a 9. října) zasáhlo izraelské námořnictvo úspěšně i proti egyptským raketovým člunům v bitvě u Baltimu, čímž získalo námořní převahu nad syrským i egyptským námořnictvem po zbytek války.
Zatímco byla bitva u Latakie první námořní bitvou v historii mezi raketovými čluny, nebyla prvním incidentem, při kterém raketový člun potopil jinou loď za pomoci raket. To se stalo, když egyptská rychlá útočná loď sovětské výroby třídy Komar potopila izraelský torpédoborec britské výroby Ejlat dne 21. října 1967, krátce po šestidenní válce, za pomoci dvou až čtyř protilodních střel typu P-15 Termit.